# Duboko (Bośnia i Hercegowina)
Duboko – wieś w Bośni i Hercegowinie, w Federacji Bośni i Hercegowiny, w kantonie środkowobośniackim, w gminie Novi Travnik. W 2013 roku liczyła 178 mieszkańców, z czego większość stanowili Boszniacy.